# Lambula bilineata
Lambula bilineata is een beervlinder uit de familie van de spinneruilen (Erebidae). De wetenschappelijke naam van de soort is voor het eerst gepubliceerd in 1904 door George Thomas Bethune-Baker.
De soort komt voor in Nieuw-Guinea.